# 新潟市道紫竹山鳥屋野線
新潟市道紫竹山鳥屋野線（にいがたしどう しちくやまとやのせん）は、新潟県新潟市中央区内を経由する一級幹線市道。

## 概要
- 起点：新潟市中央区紫竹山三丁目（紫竹山交差点）
- 終点：新潟市中央区鳥屋野（鳥屋野交差点）
- 車線数：2車線

通称紫鳥線（しちょうせん）。国道7号の栗ノ木バイパスと、国道116号の鳥屋野地区を結ぶ幹線道路である。
全線にわたって、当路線の南側を国道8号新潟バイパスが並行している。この新潟バイパスの各インターチェンジと近接していることや、新潟市内の中心部へ向かう各道路と交差しているため、朝夕のラッシュ時を中心に終日にわたって混雑する傾向にある。

## 通過する自治体
- 新潟県
  - 新潟市（中央区）

## 主な接続路線
- 国道7号（重複：国道8号・国道17号・国道49号・国道403号・国道459号）＜栗ノ木バイパス＞（紫竹山交差点）
- 新潟県道5号新潟新津線（紫竹山交差点）
- 新潟市道笹口紫竹山線＜都市計画道路弁天線＞（紫竹山一丁目交差点）
- 新潟県道164号白山停車場女池線（桜木町交差点）
- 新潟県道16号新潟亀田内野線（女池上山交差点）
- 国道116号（重複：国道289号・新潟県道1号新潟小須戸三条線）（鳥屋野交差点）

## 別名・通称
- 紫鳥線（しちょうせん）